# Duff
La cervesa Duff (Duff Beer) és una marca fictícia de cervesa, la preferida per Homer Simpson a la sèrie de dibuixos animats Els Simpson. En la sèrie és solament una paròdia de la cervesa produïda en massa als Estats Units: de baixa qualitat, barata i anunciada repetidament i ostentosa. El nom de la cervesa prové probablement de la paraula "Duff", que es fa servir en argot per a al·ludir al darrere d'algú, amb connotació de mandra i obesitat deguda a la ingesta d'alcohol i la manera de vida sedentari. També pot tenir a veure amb l'adjectiu "duff", que es fa servir en anglès britànic per a expressar la idea de "defectuós" o "inútil". A més pot també ser entesa com una paròdia de "Bud" com coneixen els americans a la seva cervesa "Budweiser" La mascota que representa la companyia en els esdeveniments realitzats en Springfield es diu Duffman. Un home ros, alt i musculós amb un vestit de lycra similar al de Superman.

## Tipus de cerveses Duff
Si bé tots els estils de cervesa fabricats en la seva planta de Springfield tenen el mateix sabor, el toc secret el donen les aigües procedents dels rius Duff, aparentment cristal·lines però realment contaminades per la central nuclear de senyor Burns. Altres persones creuen que alguns gossos banyant-se en ella li confereixen aquest sabor.
- Duff (regular)
- Duff Lite (Duff Light)
- Duff Dry (Duff Seca)
- Duff Jr.
- Duff Dark
- Lady Duff
- Raspberry Duff
- Tartar Control Duff (Duff Anti-Sarro)
- Henry K. Duff's Private Reserve (Semi importada)
- Duff Blue
- Duff Stout ("la cervesa que va fer famosa a Irlanda," segons Duff Man, el portaveu de l'empresa una paròdia de Guinness)
- Duff Zero cervesa sense alcohol
- Duff Extra Cold
- Düff (Realment la mateixa de sempre, fou una broma gastada per Moe a Homer quan li demanà un nou producte, Moe li diu: "Té: Düff, cervesa suïssa")
- Duff Microbrew
- Duff Gummi Beers
- Duff Experimental
- Duff Red
- Duff Ice
- Duff Special Reserve
- Duff Draft
- Duff Malt
- Duff Christmas Ale
- Duff Amber Fire-Brewed Barley Export
- Duff's Double-Dunkin' Breakfast Lager
- Duff's Bugs Free
- Duff's Fly cube drink (només servida als bars)

## Altres cerveses begudes per Homer
- Cervesa Llaurador: El seu toc especial radica en el fet que els gossos es banyen a la cervesa abans de ser envasada.
- Fudd: Vegeu article principal més baix.
- Duffo: Símilar a la cervesa, però de venda a Cuba.
- Cervesa Billy: aquesta cervesa és la que trobà Homer a la barraca que feia servir per als concerts quan era jove.

## Fudd
Fudd és la marca de Cervesa competidora de la coneguda Duff. El graciós del nom és que ve sent l'oposat de Duff, intercanviant les lletres i posant doble la d en comptes de la f. Apareix per primera vegada en l'episodi Colonel Homer, temporada 3, quan Homer després de discutir amb Marge puja al cotxe i condueix fins al poble Spittle County, on li serveixen aquesta cervesa. Posteriorment es revela que Fudd és molt popular a Shelbyville, el clàssic rival de Springfield. Moe Szyslak li diu a Homer que aquesta cervesa va deixar cegues a diverses persones, va suggerir que almenys una partida contenia alcohol metílic. Així mateix, en el Capítol que Homer, Burns i Smithers viatgen a Cuba amb el bitllet d'un trilió de dòlars, hi ha una publicitat de "Duffo" amb la cara del Che Guevara.

## La cervesa Duff en el món real

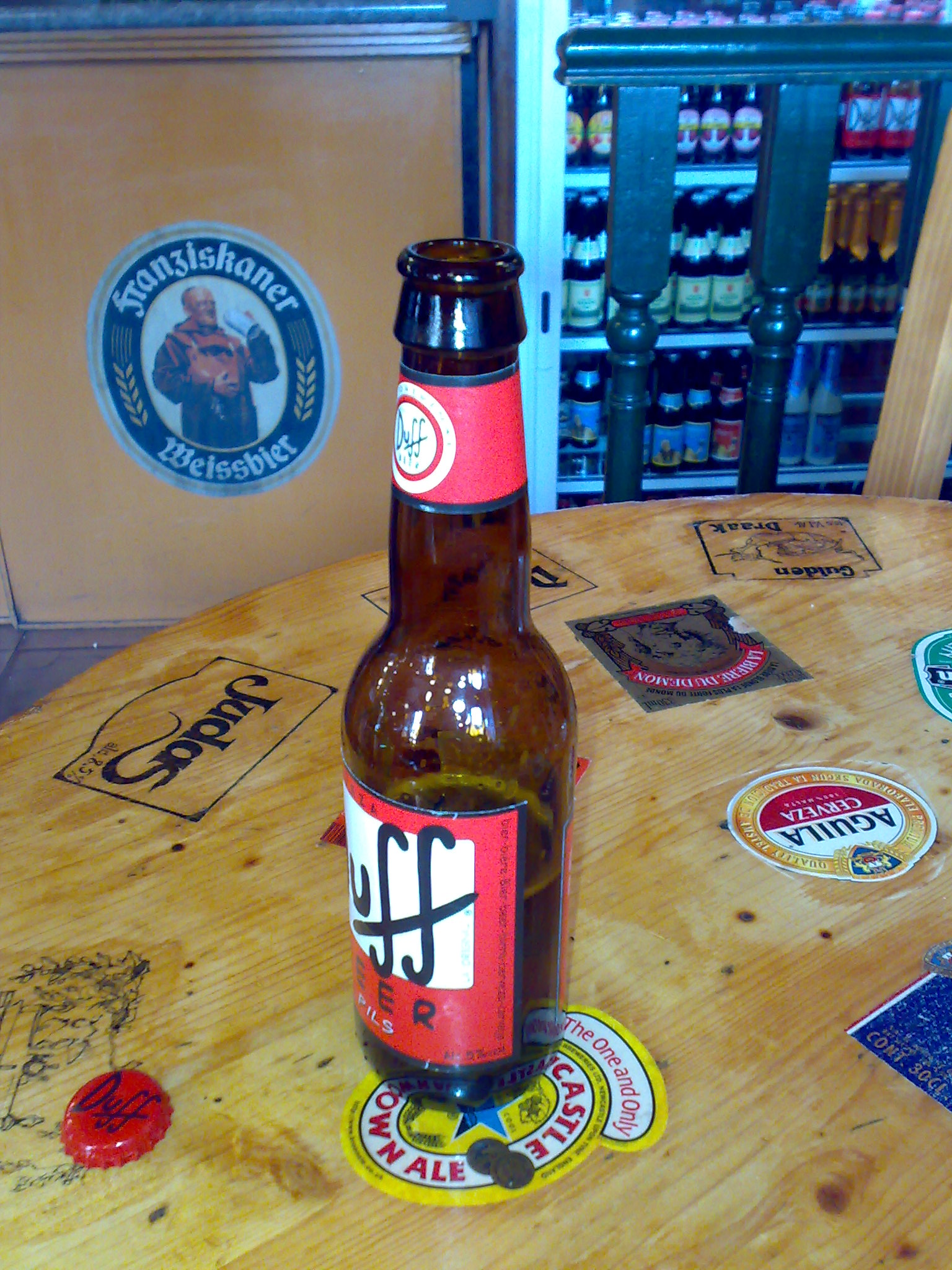
Una Duff BEER comercialitzada a Europa.

A finals de la dècada de 1990, Lion Nathan va elaborar a Austràlia una cervesa anomenada Duff Beer. 20th Century Fox ho va denunciar per ús indegut de la seva marca i va guanyar. Un local de Nova Jersei, el J.J. Bittings Brewpub de Woodbridge va elaborar una cervesa també dita Duff. La propaganda del local incloïa imatges de Homer Simpson.
Un jove mexicà de 28 anys que només va estudiar dos semestres de la llicenciatura en Màrqueting, Rodrigo Contreras de Guadalajara (Mèxic), va treure la marca Duff al mercat, obtenint el pertinent registre, en no estar registrada abans. Així, una producció inicial de 200 caixes de 24 ampolles es van vendre de manera immediata. Avui es fabrica a la planta de cervesa Minerva, d'aparença clara fabricada amb malt fina i 5 graus d'alcohol.
És un fet que és l'única marca que realment s'ha venut en el món (tot i que la versió australiana la podem trobar a ebay, considerada ara com una peça de museu).